# Amancjusz (eunuch)
Amancjusz (zm. 518) – wpływowy eunuch na dworze Anastazjusza I, praepositus sacri cubiculi. Po śmierci Anastazjusza w 518 próbował przy pomocy Justyna I osadzić na tronie domestyka Teoktysta. Nieoczekiwanie na cesarza został wybrany Justyn. Amancjusz wywołał z tego powodu rozruchy, za co został skazany na śmierć.